# علم الاجتماع الرياضي
علم الاجتماع الرياضي هو مجال علم الاجتماع الذي يستخدم الرياضيات لبناء نظريات اجتماعية. يهدف علم الاجتماع الرياضي إلى أخذ النظرية الاجتماعية، وهي قوية في المحتوى الحدسي لكنها ضعيفة من الناحية الرسمية، والتعبير عنها بشكل رسمي. تشمل فوائد هذا النهج زيادة الوضوح والقدرة على استخدام الرياضيات لاستنباط آثار نظرية لا يمكن الوصول إليها بشكل حدسي. في علم الاجتماع الرياضي، يتم تغليف النمط المفضل في عبارة «بناء نموذج رياضي». وهذا يعني وضع افتراضات محددة حول بعض الظواهر الاجتماعية، والتعبير عنها في الرياضيات الرسمية، وتوفير تفسير تجريبي للأفكار. يعني أيضًا استنتاج خصائص النموذج ومقارنتها بالبيانات التجريبية ذات الصلة. تحليل الشبكة الاجتماعية هو أفضل مساهمة معروفة لهذا الحقل الفرعي في علم الاجتماع ككل وللمجتمع العلمي ككل. النماذج المستخدمة عادة في علم الاجتماع الرياضي تسمح لعلماء الاجتماع بفهم مدى التفاعلات المحلية التي يمكن التنبؤ بها وغالبا ما تكون قادرة على استنباط أنماط عالمية من البنية الاجتماعية.